# 東性寺
東性寺（とうしょうじ）は、茨城県笠間市にある真言宗豊山派の寺院。

## 歴史
807年（大同2年）、徳一によって開山された。その後、1619年（元和 (日本)5年）に宍戸藩初代藩主の秋田実季の寄進により寺運興隆した。これまで当寺の本尊は大日如来であったが、このときに十一面観世音菩薩に変更された。この十一面観音は安産祈願の信仰を集めている。
1986年（昭和61年）、地元の彫刻家による薬師如来像が奉納された。

## 文化財
- 寄木造十一面観音立像（茨城県指定有形文化財 昭和42年3月30日指定）[2]

## 交通アクセス
- 道の駅かさまより徒歩13分。